# Inu o kau to iu koto
Inu o kau to yu koto (in inglese The Story of Keeping a Dog-180 Days that the Dog Named Sk Stayed in our Home) è un dorama primaverile in nove puntate di TV Asahi andato in onda nel 2011; vede Ryō Nishikido come protagonista maschile.
Yuji è un trentenne padre di famiglia in carriera; dopo aver fatto licenziare senza alcuno scrupolo vari dipendenti dell'azienda in cui lavora (nel reparto risorse umane) si ritrova anche lui improvvisamente in esubero.
La crisi esplode all'interno della sua casa, fino a che un cucciolo di cane entra a far parte della famiglia e riporta la serenità.

## Protagonisti
- Ryō Nishikido - Yuji Hongo
- Asami Mizukawa - Sachiko Hongo
- Kokoro Kuge - Mako Hongo
- Ryutaro Yamasaki - Masaru Hongo
- Tetsu Watanabe - capo dell'associazione residenti del quartiere in cui abita Yuji
- Takao Toji - manager-gestore del complesso condominiale
- Mai Tachihara
- Kojiro Kawai
- Mayu Harada
- Junnosuke Taguchi - Katsuhiko Hotta
- Kohei Takeda - Hideki Kawashima
- Yuki Shikanuma - Yukiko Azumi
- Shingo Kazami - Keisuke Nakao
- Fukikoshi Mitsuru - Seigo Nozaki
- Tetta Sugimoto - Soichi Narahashi
- Shigeru Izumiya - Matsuo Kubota
- Akemi Omori - Hatsue Kubota
- Eriko Moriwaki - Yoshiko Hatakeyama
- Ryoka Ihara - Shizuka Hatakeyama
- Yoko Oshima - Sachiko's co-worker
- Masahiro Kohama - gestore di un supermarket

## Episodi
1. A poor family picking up a small life!?
2. Living together
3. The disappearance of an important family member
4. Crying!
5. First Goodbye
6. Sky needs help!
7. You gave me a miracle
8. The Final Chapter of Your Life
9. I was picked up by your family